# Marco Ritzberger
Marco Ritzberger (* 27. Dezember 1986 in Vaduz) ist ein ehemaliger Liechtensteiner Fussballspieler. Er spielte für den FC Vaduz und die liechtensteinische Fussballnationalmannschaft.

## Karriere
Ritzbergers Fussballkarriere begann in der Juniorenabteilung des FC Vaduz. Den Grossteil seiner Jugend verrichtete Ritzberger seine fussballerischen Dienste aber für die Jugendauswahlmannschaften des Liechtensteiner Fussballverbandes (LFV). Im Frühjahr 2006 unterschrieb er einen Vertrag beim Hauptstadtklub FC Vaduz. Mit der Unterzeichnung dieses Kontraktes erlangte Ritzberger erstmals den Status eines professionellen Fussballspielers. Seine Karriere-Highlights sind der Siegestreffer vom 24. August 2006 zum 2:1-Heimsieg im Rückspiel der zweiten UEFA-Cup-Qualifikationsrunde gegen den FC Basel sowie der Gewinn der Challenge-League-Meisterschaft 2008 mit dem FC Vaduz. 2012 beendete er hier auch seine Spielerkarriere.

## Meilensteine
Sein Challenge-League-Debüt gab der damals 18-Jährige am 4. Dezember 2005 zuhause gegen die AC Bellinzona. Zum ersten Einsatz in der Super League gelangte er – als 21-Jähriger – am 20. Juli 2008 gegen den FC Luzern. Zum ersten Torerfolg in der Super League kam Ritzberger am 7. Dezember 2008, als er im Spiel gegen Neuchâtel Xamax den 1:0-Siegestreffer markierte. In der A-Nationalmannschaft debütierte Ritzberger bereits mit 17 Jahren, am 3. September 2004 in Utrecht, gegen die Niederlande.

## Titel und Erfolge
FC Vaduz
- Liechtensteiner Cupsieger: 2006, 2007, 2008, 2009, 2010, 2011
- Challenge-League-Meister: 2008